# Het eiland van de vorige dag
Het eiland van de vorige dag is de Nederlandse titel van L'isola del giorno prima, een roman van de Italiaanse schrijver Umberto Eco. Deze verscheen in 1994 en is het jaar erna in het Nederlands uitgegeven bij Uitgeverij Bert Bakker.

## Inhoud
Het verhaal speelt zich af in het midden van het jaar 1643. De schrijver is in het bezit gekomen van brieven van de lichtschuwe Italiaanse edelman Roberto de La Grive. 
Roberto de La Grive wordt tijdens een reis door de Grote Oceaan overboord geslagen van de Amarilli, waarop hij als spion voor kardinaal Mazarin meevoer. Hij slaagt er in zich drijvende te houden op een plank, en spoelt na enkele dagen aan tegen een aangemeerd schip (Daphne) in de buurt van een eiland. Het schip lijkt op het eerste gezicht verlaten te zijn, alhoewel er verse voorraden voedsel aanwezig blijken te zijn, evenals grote hoeveelheden dieren en veel uurwerken. 
De Daphne ligt aangemeerd in het zicht van een exotisch eiland met vreemde fauna en flora. Het schip blijkt recentelijk verlaten te zijn door zijn bemanning. Hij krijgt aanwijzingen waaruit blijkt dat er toch nog een 'indringer' op het schip aanwezig is. Enkele dagen later vindt hij de indringer, die een jezuïet genaamd Caspar Wanderdrossel blijkt te zijn. Caspar had namelijk een beet opgelopen, die veel leek op een pestbuil. Daarop waren de matrozen naar het eiland getrokken, waar ze vermoedelijk door kannibalen zijn opgegeten.
De pater vertelt hem dat tussen het Eiland en de Daphne de datumgrens ligt, zodat ze als ze in die richting kijken, eigenlijk gisteren zien. Dit is meteen een verklaring voor de titel van het boek.
Caspar komt echter om wanneer hij in een zelfgemaakt duikpak probeert het Eiland te bereiken. Dan valt Roberto terug in zijn droomwereld. Hij besluit een Roman te schrijven, over zijn halfbroer Ferrante in de vorm van brieven aan een gefantaseerde Dame. Als kind had hij Ferrante en de Dame verzonnen als een soort van alter ego's. Ondertussen blijft hij plannen maken om het Eiland te bereiken. De dagboeken eindigen nadat hij de vogels heeft bevrijd, de klokken overboord heeft geworpen, en een poging doet om het eiland te bereiken. Omdat hij niet kan zwemmen en de stroming te sterk is, wordt hij om het eiland gevoerd, drijvend op zijn vlot.

## Grote verhaallijnen
Naar de barokke en eclectische stijl van Umberto Eco worden in veertig hoofdstukken verschillende verhaallijnen met elkaar verweven, aangevuld met geschiedkundige, wetenschappelijke en filosofische uitweidingen die het geheel tot een veelgelaagd boek maken. Zo is het hoofdverhaal sterk verwant met het verhaal van Robinson Crusoe en de flashbacks sterk verwant met De drie musketiers. Aan de hand van dit basisverhaal (zie inhoud) in de voorgrond, worden verschillende andere verhaallijnen uitgewerkt:

### De Mantuese successieoorlog
Vooraleer we Roberto ontmoeten op zijn laatste avontuurlijke reis worden herhaaldelijk in flash backs vertelt over de Mantuaanse Successieoorlog, en daarin vooral het tweede beleg van Casale Monferrato in 1630. In Montferrat is hij namelijk geboren en getogen en werd er ook in dit beleg licht verwond aan het hoofd. Hij gaat ook dieper in op de voorgeschiedenis van dit gedeelte in de periferie van de Dertigjarige Oorlog. Hierbij plaatst hij personages in het verhaal die gebaseerd zijn op werkelijke historische figuren. Zo is het personage Saint-Savin losjes gebaseerd op de historische figuur Cyrano de Bergerac.

### Alchemie
Reeds vroeg in het verhaal komt het idee van de wapenzalf (of zijn avatar: het Poeder van sympathie) voor, dat de overgang van alchemie naar chemie verbeeldt. In hoofdstuk 16 (de eminente Oratie over het poeder toegenaamd van sympathie) vertelt Roberto uitgebreid over wetenswaardigheden over wapenzalf/poeder van sympathie dat hij heeft leren kennen tijdens zijn Parijse periode. Deze kennis zal hem in contact brengen met Richelieu, Mazarin en Colbert die hem – omwille van deze kennis – als spion op een Engels schip dat met een experiment met dit zalf naar de overkant van de wereld sturen. Dit vormt de verbinding met de geschiedenis van het mysterie van de lengtecirkels.

### Zoektocht naar een methode om de lengtegraad te bepalen
De lengtegraad bepalen was een belangrijk hulpmiddel om veilig te kunnen varen op grote oceanen. Men moest echter de astronomische metingen kunnen uitvoeren op twee verschillende plaatsen en tegelijk het tijdsverschil ertussen. Het was net die exacte tijdsbepaling die op dat moment in de geschiedenis nog niet accuraat genoeg was om tot correcte plaatsbepalingen te komen.
Zo wordt meteen in het eerste hoofdstuk de methode van Regiomontanus vernoemd, die een correcte, maar moeilijk te bepalen methode met behulp van de maanposities had ontwikkeld. Ook de methode van Galileo met de bewegingen van de 4 manen van Jupiter uit 1612 komt aan bod. Jean-Baptiste Morin (1583-1656) had voor Frankrijk in 1634 een methode ontwikkeld door de afstand van bepaalde sterren te meten ten opzichte van de maan. 
Filips II en Filips III hadden belangrijke investeringen over om dit probleem op te lossen; de Republiek der Verenigde Nederlanden werkte ook aan het probleem. De Engelsen – grote marine concurrent van Frankrijk – organiseerde een experiment met wapenzalf. Roberto werd als spion-met-kennis-van-wapenzalf naar dit Engels schip gestuurd (dat als dekmantel vaart onder Nederlandse vlag) om informatie hierover in te winnen. Dit zal leiden tot het verhaal van de opzettelijk gewonde hond, die zou moeten 'voelen' wanneer men in het thuisland de wapenzalf aanbracht op een wonddoek, gedrenkt in het bloed van de hond.
De titel van het tiende hoofdstuk (Geographia et hydrographia reformata) kan verwijzen naar het 12delige encyclopedisch werk van Giovanni Battista Riccioli over wiskundige geografie, waarin hij uitgebreid ingaat op de correcte plaatsbepaling op aarde aan de hand van astronomische metingen en berekeningen. Ook de bijdrage van de Jezuieten met de Specula Melitensis wordt uitgebreid besproken: een machine die de tijd zou aangeven op alle Jezuieten-kolonies op aarde. Het eiland waar de Daphne voor anker ligt zou een van de Salomonseilanden zijn, dat precies op de 180° lengtegraad ligt, en waar alleen een oranjekleurige vogel leeft. Ook de discussie of de aarde dan wel de zon in het centrum stond wordt uitvoerig besproken in hoofdstuk 24.

### Godsdienstkwesties
Via zijn personages laat hij de verschillende strekkingen die er in die tijd heersten aan bod komen, met een licht accent op de tegenstanders van de kerk; het humanisme en de verlichting is sterk aanwezig:
Een wijsgeer had hem gezegd dat God de wereld beter kende dan wij omdat hij haar gemaakt had. En dat we, als we de goddelijke kennis ook maar enigszins wilden evenaren, de wereld moesten zien als een groot gebouw dat we moesten trachten na te bouwen.— p. 229

## Boekverwijzingen
Niet alle informatie wordt volledig uitgeschreven. een groot aantal boektitels komen in de roman voor:
- Horapollo, Hieroglyphica
- Athanasius Kirchner, Ars Magnesia
- Goclenius, Curatione
- Fludd, Discursis de unguento armario
- Foster, Hoplocrisma-spongus
- Johannes Bayer, Uranometria
- Fra Salvatore Imbroll, Specula Melitensis, 1638
- Medina, L'Arte de navegar
- Willebrord Snel van Royen, Typhis Batavus
- Petrus Martyrus, De rebus oceanicis et orbe novo decades tres
- Coronelli, Libro dei Globi
- Emanele Tesauro, Il cannocchiale aristotelico
- Athanasius Kirchner, Specula Melitensis Encyclica, 1638.

## (Pseudo-) instrumenten
Eco laat een stoet van wetenschappelijke instrumenten de revue passeren om aan te geven dat we op de vooravond staan van een wetenschappelijke revolutie:
- Nocturlabium
- Armillarium
- waterklok
- Telescopen
- Instrumentum Arcetricum
- Specula Melitensis (een beschrijving uit het boek van Kirchner)
- 'Aristotelisch Bouwwerk', gedemonstreerd door het personage Pater Emanuele, dat gebaseerd is op Emanuele Tesauro (1592-1675).